# Modrá vlajka

Modrá vlajka
Poměr stran: 5:7

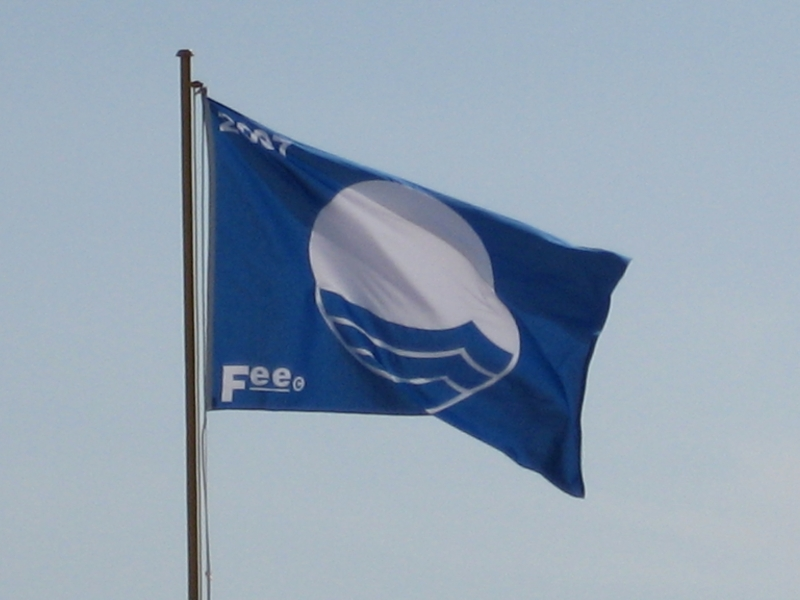
Vlající modrá vlajka

Modrá vlajka je symbol, který označuje pláže nebo přístavy splňující standardy týkající se péče o životní prostředí. K získání vlajky je nutná čistota vody a recyklace odpadů, pláže také musejí mít bezbariérový přístup a být vybaveny zdravotnickým zařízením, informačním centrem, zábavnými prvky, toaletami a převlíkacími kabinkami. Vlajku uděluje od roku 1987 mezinárodní nevládní organizace Nadace pro environmentální vzdělávání (Foundation for Environmental Education – FEE) každoročně pro severní polokouli v červnu a pro jižní polokouli v listopadu, při neplnění podmínek ji může také odebrat. Nejvíce pláží oceněných modrou vlajkou má Španělsko 579, poté Řecko 485, Turecko 454 a Francie 390. Přístavů má nejvíce Holandsko 122, poté Francie 102, Německo 101 a Španělsko 100. 